# Franciscus van der Steen
Franciscus van der Steen (auch Frans van der Steen, Franciscus van der Stein oder Franciscus van der Stieen; * um 1625 in Antwerpen; † 20. Januar 1672 in Wien) war ein flämischer Druckgrafiker, Radierer und Graveur. Er arbeitete am Hofe Ferdinand III. sowie Leopold I. und kopierte unter anderem Werke von Parmigianino, David Teniers dem Jüngeren, Albrecht Dürer sowie Joannes Meyssens.

## Galerie

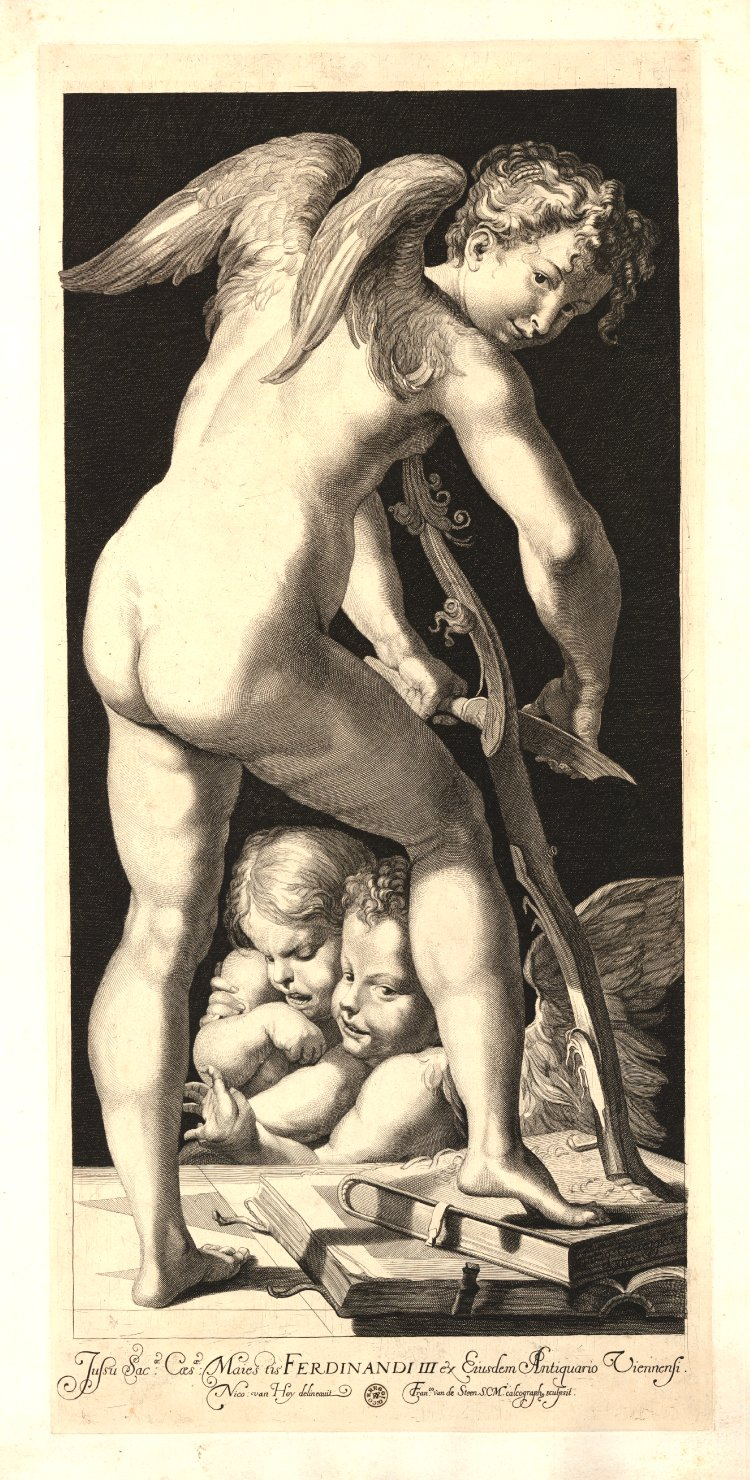
Steen: Bogenschnitzenden Amor. Gravierung nach einem Gemälde von Parmigianino
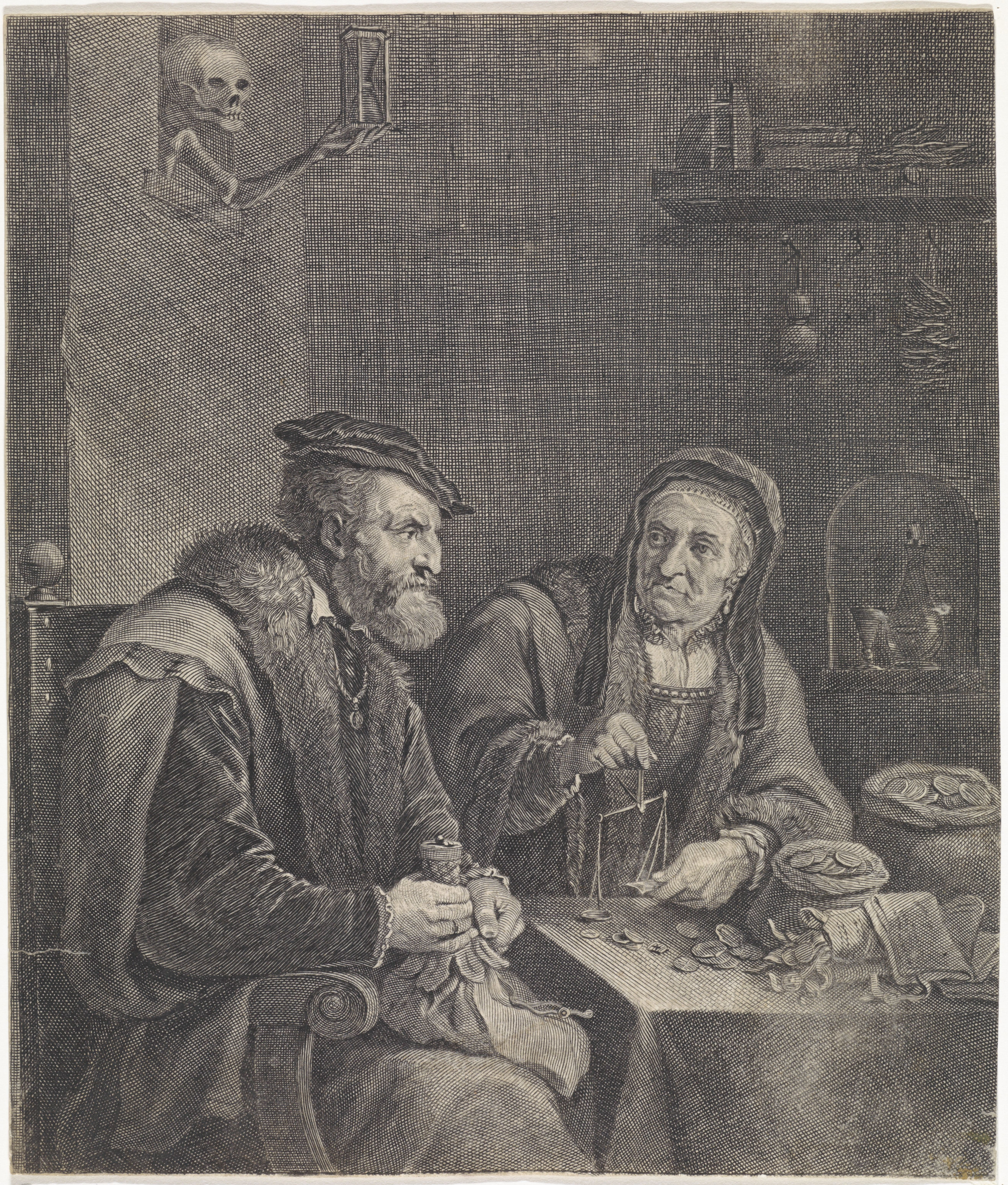
Steen: Geld abwägendes Paar. Gravierung nach einem Gemälde von Teniers
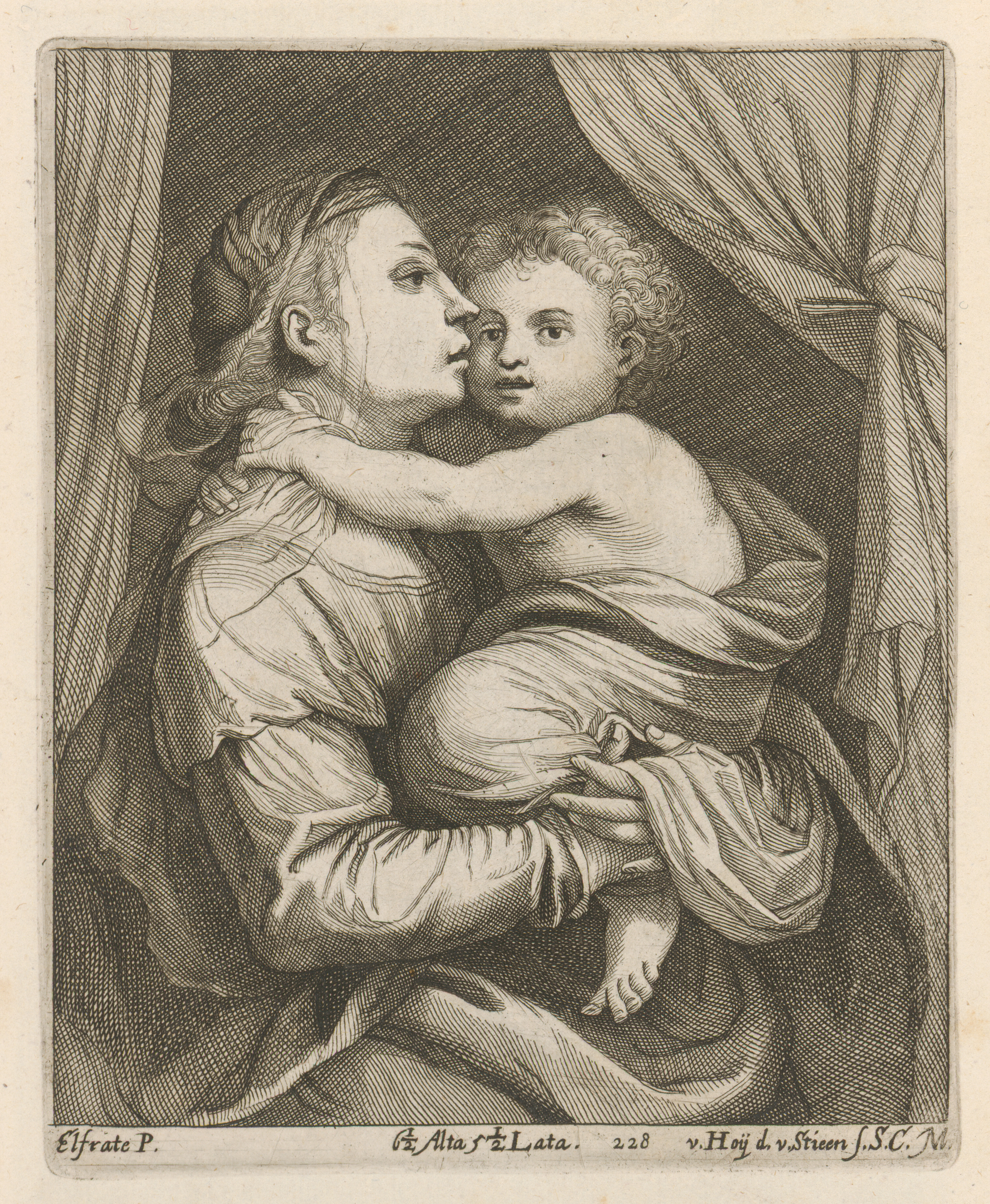
Steen: Madonna und Kind. Gravierung nach einem Gemälde von Teniers